# Tala'i' ibn Ruzzik
Ṭalāʾīʿ ibn Ruzzīk (in arabo طلائع ﺑﻦ ﺭﺯﻳﻚ‎?; 1101-2 – Il Cairo, 11 settembre 1161) è stato un vizir fatimide dal 1154 al 1161.
Abū l-Gharāt Fāris al-Muslimīn al-Malik al-Ṣāliḥ Ṭalāʾīʿ b. Ruzzīk al-Ghassānī al-Armanī - berbero o più probabilmente armeno di nascita - era figlio di un militare venuto in Egitto al seguito del vizir armeno al-Badr al-Jamali. Qui salì progressivamente i gradi dell'amministrazione militare, tanto che nel 1143 lo si trova già governatore (Walī) di Buḥayra, nella regione nordoccidentale del delta del Nilo, e nel 1154 di varie altre province egiziane, tra cui al-Ushmūnayn (sulla sponda sinistra del Nilo, in Alto Egitto).
Divenne vizir del piccolo Imam fatimide al-Fāʾiz bi-naṣr Allāh nel 1155, dopo che la famiglia di questi ne ebbe invocato l'intervento. Naṣr ibn al-ʿAbbās, figlio del vizir al-ʿAbbās b. Abī l-Futūḥ (a sua volta figlio di al-Ādil b. al-Sallār), nonché (si mormorava) amante dell'Imam, aveva infatti pugnalato a morte al-Ẓāfir bi-dīn Allāh, incolpando poi del delitto i fratelli, anch'essi mandati quindi a morte.

Il nuovo Imam al-Fāʾiz, che aveva assistito ad appena cinque anni di età a quelle atrocità, ne rimase talmente sconvolto da soffrire per sempre di convulsioni. Si dice che, per sottolineare la disperazione della Corte, le donne dell'harem dell'Imam pugnalato a morte invocassero l'intervento del governatore di al-Ushmūnayn, inviando a Ṭalāʾīʿ le loro chiome recise perché infliggesse all'omicida e ai suoi complici la giusta vendetta.
Nel luglio del 1154 Ṭalāʾīʿ b. Ruzzīk, interamente vestito di nero, come i suoi vessilli, entrò al Cairo, avviando immediatamente una serie di esecuzioni che mandarono a morte tutti coloro che avevano collaborato col deposto vizir, assassino dell'Imam/Califfo e dei suoi fratelli.

Al-ʿAbbās b. Abī l-Futūḥ fuggì in direzione della Palestina, portando con sé ogni ricchezza possibile prelevata dal Tesoro fatimide ma fu catturato dai Crociati e messo senz'altro a morte dopo avergli sequestrato tutti i beni, mentre il figlio Naṣr, anch'egli catturato, fu consegnato alle autorità fatimidi. Di lui si occuparono le donne dell'harem che, con la stessa ferocia di cui egli s'era a suo tempo mostrato capace, non esitarono a giustiziarlo.
Si occupò poi delle pressanti emergenze economiche, dando però al contempo prova della sua religiosità, di schietta impronta sciita, ordinando nello stesso 1154 la costruzione di una moschea destinata a ospitare la testa del terzo Imām sciita, al-Husayn ibn 'Ali e che fu quindi chiamata Sayyidnā Ḥusayn, ossia Signor nostro Ḥusayn, nei pressi immediati del Khān el-Khalīlī e della Moschea-università di al-Azhar.

## Politica estera
La sua politica estera fu improntata al realismo. Tentò dapprima di concludere una tregua coi Crociati, anche rassegnandosi ad assoggettarsi a un tributo oneroso, ma un'incursione in forze dei Normanni di Sicilia contro il porto egiziano di Tinnīs obbligò Ṭalāʾīʿ a una decisa reazione e nella primavera del 1154 gli fu possibile portare a compimento una fortunata azione di commando contro il porto di Tiro, in mano ai Crociati dal 1124, che fece fallire i piani siciliani.
Ciò lo indusse a caute aperture nel 1158 nei confronti di Norandino, che da poco era stato accolto a Damasco, eletta sua nuova capitale, e a versargli un tributo. In quello stesso anno fece effettuare operazioni militari di una certa importanza a Gaza e in Terrasanta.

## Epilogo
Nel 1160, morto di malattia il giovanissimo Imam al-Fāʾiz, Ṭalāʾīʿ fece elevare al trono l'undicenne al-ʿĀḍid, più facilmente controllabile da lui rispetto a un Imam adulto. Lo fece sposare a una sua figlia, nella speranza che un suo futuro nipote potesse un giorno salire al trono d'Egitto, esaltando così lui stesso in massima misura attraverso la sua discendenza. 
Fu però assassinato da una zia del giovane Imam - una forse che ne aveva implorato a suo tempo il vindice aiuto - l'11 settembre del 1161 (19 Ramaḍān 556).
Gli succedette come vizir il figlio Killīs, secondo quanto dal padre già stabilito.